# اورکهرست (نیوجرسی)
اورکهرست (به انگلیسی: Oakhurst) یک منطقهٔ مسکونی در ایالات متحده آمریکا است که در اوشن، نیوجرسی واقع شده‌است. اورکهرست ۴٫۱۷۸ کیلومتر مربع مساحت و ۳٬۹۹۵ نفر جمعیت دارد و ۱۴ متر بالاتر از سطح دریا واقع شده‌است.